# Semanas del Clima en el Mundo
Las semanas del clima o climate weeks son eventos multiactor, organizados en distintas ciudades del mundo, que reúnen a gobiernos, empresas, sociedad civil, instituciones académicas y comunidades locales para debatir e impulsar soluciones frente al cambio climático. Aunque varían en escala y formato, estas semanas suelen incluir paneles, conferencias, talleres, exposiciones y actividades culturales centradas en temas como resiliencia climática, innovación tecnológica, justicia ambiental, gobernanza del agua y financiamiento sostenible.
Estas iniciativas urbanas han crecido en número desde la década de 2010, promovidas por gobiernos locales y organizaciones internacionales interesadas en descentralizar los espacios de diálogo climático y conectar agendas globales con contextos territoriales. Las semanas climáticas no forman parte del proceso oficial de la Convención Marco de las Naciones Unidas sobre el Cambio Climático (CMNUCC), pero han ganado reconocimiento como espacios complementarios que amplifican la participación de actores no estatales y subnacionales.

## Los Angeles Climate Week
La Semana del Clima de Los Ángeles (LA Climate Week) celebró su primera edición del 8 al 15 de septiembre de 2024. Organizada por Collidescope Foundation y socios locales, el evento incluyó más de 100 actividades en 85 sedes de la ciudad, desde caminatas temáticas hasta foros sobre infraestructura verde, justicia ambiental y entretenimiento sostenible. Con más de 5,000 asistentes estimados, el objetivo central fue involucrar a públicos fuera del circuito ambientalista tradicional.

## San Francisco Climate Week
La primera edición de la Semana del Clima de San Francisco (SF Climate Week) se celebró en abril de 2023, con alrededor de 7,000 asistentes y más de 100 eventos repartidos por toda el Área de la Bahía. En 2024, su segunda edición (21–27 de abril) amplió la programación con actividades organizadas por empresas tecnológicas, universidades, gobiernos y colectivos comunitarios. La semana se caracteriza por su enfoque descentralizado y su capacidad para reunir innovación, capital de riesgo y justicia climática en un solo espacio.

## New York Climate Week
Climate Week NYC se lleva a cabo anualmente desde 2009 y es organizada por The Climate Group. Aunque es uno de los eventos climáticos más conocidos a nivel global por coincidir con la Asamblea General de la ONU, ha sido objeto de críticas por su alto grado de centralización, costos de participación elevados y escasa representación de comunidades vulnerables.

## Toronto Climate Week
Toronto Climate Week está programada para iniciar su primera edición del 1 al 3 de octubre de 2025, como antesala a un evento mayor en 2026. Inspirada en experiencias similares de Londres, San Francisco y Washington D. C., la semana busca convertir a Toronto en un centro regional de negocios climáticos, combinando exposiciones tecnológicas, arte, debates sobre política pública y espacios para jóvenes emprendedores. El proyecto es coordinado por el centro climático canadiense The Atmospheric Fund.

## DC Climate Week
La Semana del Clima de Washington D.C. (DC Climate Week) se celebró por primera vez del 28 de abril al 2 de mayo de 2025. Con más de 160 eventos y una asistencia superior a 4,500 personas, incluyó actividades organizadas por universidades, ONG, agencias federales, alcaldías y colectivos locales en la región de D.C., Maryland y Virginia. Sus organizadores, un grupo de voluntarios con apoyo de líderes locales, destacan que el objetivo es posicionar a D.C. como “el hogar del clima” en Estados Unidos.

## London Climate Action Week
London Climate Action Week (LCAW) se realiza desde 2019 y está considerada como el mayor festival climático urbano de Europa. La edición 2025 (21–29 de junio) reunió más de 700 eventos y atrajo a 45,000 participantes. Coordinada por el think tank E3G con el respaldo del gobierno municipal, LCAW promueve alianzas entre ciencia, política y comunidades para acelerar la acción climática a nivel local y presentar soluciones concretas de cara a cumbres globales como la COP.

## Climate Week México
Climate Week México se celebrará en la Ciudad de México en 2025. El evento busca articular más de 100 encuentros temáticos que reunirán a gobiernos, empresas, universidades, pueblos originarios y organizaciones juveniles, con un enfoque centrado en soluciones regionales, inclusión intergeneracional y visibilidad de saberes locales.
Organizada por Climate Week A.C., en colaboración con aliados como Climatebase, promoverá ejes como financiamiento climático, ciudades resilientes, agua, naturaleza, gobernanza y energía. Se espera una asistencia de más de 5,000 personas presenciales y 75,000 virtuales e indirectas.

## Valoraciones y críticas
Semanas del clima como las de San Francisco, Toronto, Washington D. C. y Londres han sido valoradas por su capacidad de generar diálogos multiactor y promover el liderazgo climático desde lo local. Líderes municipales han destacado que estos eventos permiten conectar agendas públicas, sector privado, comunidades e innovación.
No obstante, diversos analistas y activistas han advertido que sin seguimiento ni resultados medibles, estas semanas corren el riesgo de convertirse en espacios simbólicos. Casos como el de Nueva York han evidenciado tensiones sobre representación, costos prohibitivos y concentración en voces privilegiadas, situación que ha sido señalada por figuras como Hilda Nakabuye de Fridays for Future Uganda y el enviado climático John Kerry.